# Bion (Francia)
Bion è un comune francese di 402 abitanti situato nel dipartimento della Manica nella regione della Normandia.

## Società

### Evoluzione demografica
Abitanti censiti